# Hami Pendi
Hami Pendi (chiń.: 哈密盆地; pinyin: Hāmì Péndì) – kotlina w Chinach, we wschodniej części Sinciangu; głównym miastem jest oaza Hami. Leży pomiędzy pasmem Tienszanu a górami Ha’erlike Shan i Bei Shan, na wschód od Kotliny Turfańskiej. Powierzchnia kotliny wynosi ok. 50 000 km². Klimat suchy z niewielkimi opadami, występują rzeki epizodyczne, solniska i formy deflacyjne. W kotlinie znajdują się duże zasoby węgla kamiennego i ropy naftowej; w północnej części oazy uprawiane są winogrona i melony (hami gua, 哈密瓜 - „melon z Hami” to nazwa bardzo słodkiej i sławnej w Chinach odmiany melona, czasem używana jako ogólna nazwa na melona w jęz. chińskim).
Historycznie bardzo ważny przystanek na szlaku jedwabnym; ze względu na strategiczne położenie była obiektem częstych kampanii wojskowych, chińskich, mongolskich i ujgurskich.